# Seven Days
Seven Days é uma série de televisão estadunidense de ficção científica, baseada no tema de viagens no tempo. Foi produzida de 1998 a 2001, com locações nos Estados Unidos e no Canadá.
O problema é que existe apenas uma máquina do tempo, a Cronosfera, e apenas uma pessoa, o protagonista da série Frank Parker (interpretado por Jonathan LaPaglia) consegue fazer as viagens, sempre de sete dias para o passado.